# Битка за Йерусалим (1917)
Битката за Йерусалим се състои по време на „Йерусалимските операции“ на Британската империя срещу Османската империя, като боевете за града се развиват от 17 ноември и продължават след предаването му до 30 декември 1917 г. за осигуряване на крайната цел на Южната палестинска офанзива по време на Синайско-Палестинската кампания на Първата световна война.
Преди превземането на Йерусалим се водят две битки на север и изток от линията Хеброн-Джънкшън Стейшън (Възлова гара), битката при Неб Самуил от 17 до 24 ноември и отбраната на Йерусалим от 26 до 30 декември 1917 г. На 21 – 22 декември успешно за британците се води битката при Яфа, въпреки че Яфа е окупирана като следствие на битката при хребета Мугхар на 16 ноември.
Тази поредица от битки се води успешно от XX, XXI и Пустинния конен корпус на Британската империя срещу силната съпротива на османските Армейска група Йълдъръм, Седма армия в Юдейските хълмове и Осма армия северно от Яфа на средиземноморския бряг. Загубата на Яфа и Йерусалим и загубата на 80 км територия по време на напредването на Египетския експедиционен корпус към град Газа след битките при Беер Шева, Газа, Харейра и Шериа, Тел ел Кхувейлфе и Мугхар Ридж представляват голямо поражение за Османска армия и империя.
В резултат на тези победи силите на Британската империя превземат Йерусалим и установяват нова стратегически силна укрепена линия. Тази линия минава от доста на север от Яфа на морската равнина през Юдейските хълмове до Бирех, северно от Йерусалим и продължава на изток до Хълма на маслините. С превземането на пътя от Беер Шеба към Йерусалим през Хеброн и Витлеем, наред със значителна територия на юг от Йерусалим, градът е осигурен.
На 11 декември генерал Едмънд Алънби смирено влиза в Стария град пеша през портата Яфа, вместо на кон или с кола, за да покаже уважение към свещения град. Той е първият християнин от много векове, който контролира Йерусалим. Министър-председателят на Великобритания Дейвид Лойд Джордж описва превземането като „коледен подарък за британския народ“. Битката е голяма морална победа за Британската империя.